# Musique mongole
La musique mongole utilise des gammes pentatoniques et des sons évoquant divers bruits de la nature. Elle est essentiellement vocale et folklorique, et typiquement une musique de bardes, liée à la steppe et au cheval, dont la tête orne tous les instruments. Elle colporte les histoires de ces populations très isolées et ayant subi peu d'influences.
Elle est intimement liée aux musiques des pays voisins où l'on retrouve le même mode de vie pastorale.

## Gamme mongole
La gamme mongole, gamme pentatonique parfois appelée chinoise-mongole car elle est également utilisée en musique chinoise, est une gamme pentatonique majeure. Avec par exemple, en do, la suite, do-ré-mi-sol-la.
La lecture audio n'est pas prise en charge dans votre navigateur. Vous pouvez télécharger le fichier audio.

## Musique vocale
Nomades vivant dans des steppes sans arbre, les Mongols ont développé une musique vocale variée : chants longs, chants courts, khöömii, chants d'éloges, chants épiques et jeu vocaux.

### Ardyn duu
Le terme ardyn duu (mongol : ардын дуу de ард/ard signifiant peuple) définit les chants folkloriques populaires en général. Ils sont généralement sur une base pentatonique dans la musique mongole traditionnelle. Les Kazakhs qui peuplent l'Ouest de la Mongolie et de la Mongolie-Intérieure utilisent par contre dans leur musique folklorique, des mélodies utilisant les quarts de ton. Il n'est donc pas rare d'entendre ce type de mélodie dans les concerts mongols.

### Urtyn duu

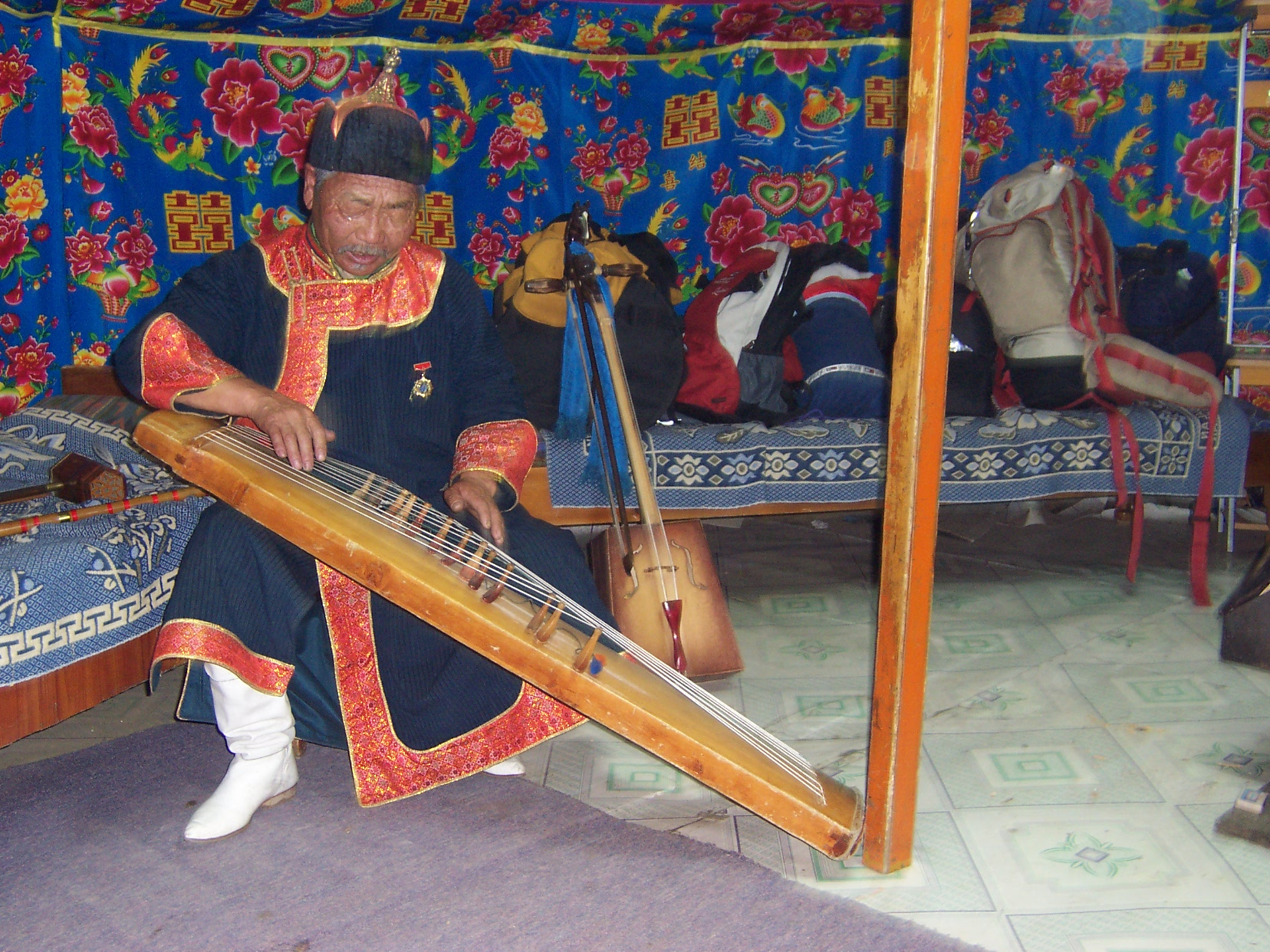
Musicien mongol au yatga.

Le terme urtyn duu (mongol : уртын дуу, de урт/urt signifiant alongé) définit des chants aux notes tenues un long moment.
L'échelle musicale est pentatonique, sans demi-tons. Chantées en vers par des hommes ou des femmes, ces mélodies ornementées et sans refrain dépassent un ambitus de trois octaves. Elles sont accompagnées au morin khuur, à la limbe ou au tobshuur, lors de fêtes ou de rituels.
Il existe trois sortes de chants longs : aizam urtyn duu, tügeemel urtyn duu et besreg urtyn duu

### Chants courts Bogino duu
D'abord plus simples et plus populaires, les chants courts Bogino duu sont liés à des activités (berceuse, travail, etc.). Ils n'ont guère d'ornement et sont aussi pentatoniques.

### Chants épiques Tuuli
Les chants épiques Tuuli ou ülger sont des chants très longs qui racontent la geste mythologique de la steppe (djangar, dans le cadre de rituel. Ils sont dépendants de la poésie et accompagnés au luth ou à la vièle.

### Chants Magtaal
Ce sont des chants de louanges à caractère religieux ou chamanique, issus du tuuli et répandus dans l'Altaï. Cet hommage aux esprits s'accompagne au morin khuur et les parties vocales sont entrecoupées de chants diphoniques khöömei.

### Chant Zhangar
Ou djangar, c'est l'épopée du seigneur Bumbar chantée par les Kalmouks, à l'aide notamment du chant diphonique khöömei accompagné du luth shanz.

### Chant diphonique Khöömei

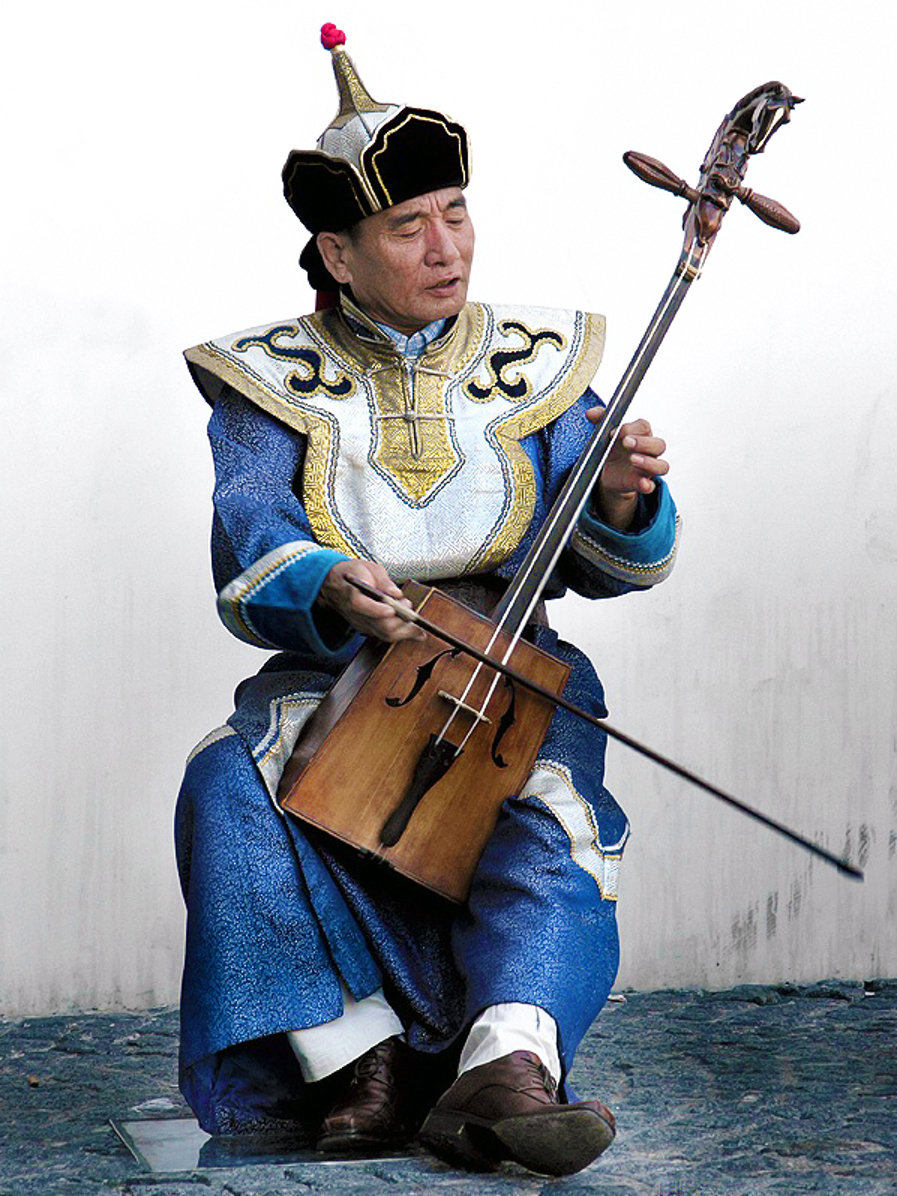
Musicien mongol au morin khuur.

Les chants diphoniques Khöömei sont des chants de gorge basés sur un son fondamental (bourdon) sur lequel, grâce à un placement des lèvres, de la langue ou différents autres organes des cavités respiratoires, des harmoniques (jusqu'à plus de quarante) viennent s'ajouter en formant une mélodie, à deux voix (voire trois) en tout. Ils sont utilisés en temps de fête. Appelés aussi chakkur, ils imitent le son de la guimbarde. On le retrouve dans différentes cultures de l'Altaï, turques et mongoles.

## Instruments traditionnels
Les instruments traditionnels sont : les luths dombra, tovshuur et chanza (ou shudraga) ; les vièles khuuchir, dörvön chikhtei khuur, morin khuur, ikh khuur, et ikh hill (parfois appelé également ikh khuur) ; les guimbardes tömör khuur et amaan khuur (ou khel khuur) ; les flûtes traversières limbe (ikh (grande) et baga (petite)) et la flûte droite tsuur ; les cithares yatga (prononcé yatag), yochin, et redécouvert récemment, altai yatga ; les hautbois Bishgüür et surnai ; et le cornet ever büree.

## Ethnomusicologie
Certains ethnomusicologues ont réalisé des recherches sur la musique traditionnelle mongole :
- Alain Desjacques (1956-2020)
- Carole Pegg

## Compositeurs

### Musique philharmonique
- Luvsanjambyn Mördorj (1919—1996), ayant composé la première œuvre mongole pour orchestre philharmonique, Ma patrie, en 1955 ;
- Sembiyn Gonchigsumlaa (1915—1991) ;
- Natsagiin Jantsannorov (1949—).

L'Orchestre philharmonique national a été créé en 1957 ;

## Musique folklorique traditionnelle

### Groupes
- Khusugtun, ensemble Tümen ekh (Mongolie)

### Solistes
- Urna Chahar-Tugchi (Mongolie-Intérieure)
- Chinbat Baasankhuu et Bayarbaatar Davaasuren (Mongolie)

## Musique populaire contemporaine
Parmi les chanteurs de musique populaire contemporains, on peut citer

### En Mongolie
- Peljee Adarsuren (Пэлжээгийн Адарсүрэ, 1942 — 1998), chanteur de pop folklorique ;
- Agiimaa (Агиймаа), chanteuse de pop ;
- Lkhagvadojiin Balkhjav (Л.Балхжав), compositeur (pop, classique) et chanteur de pop ;
- Arga Bileg (Арга билэг), groupe de jazz folklorique ;
- Gantögsiin Erdenechime (Гантөгсийн Эрдэнэчимэ) ;
- HasSak, groupe de pop folklorique ;
- Oyuntulhuur (Оюунтүлхүүр / Oyuuntülkhüür) ;
- Sambuugiin Serchmaa (Самбуугийн Сэрчмаа), chanteuse folklorique et pop ;
- Samandyn Javkhlan (Самандын Жавхлан), chanteur et compositeur de pop sur des mélodies suivant le folklore ;
- Hurd (Хурд), groupe de pop metal reprenant des classiques de la musique folklorique mongole ;
- Digital (pop-rap) mongole.
- B. Önörjargalyn (Б.Өнөржаргалын, chanteuse folklorique accompagnée d'orchestre philharmonique.
- Sarantuya, chanteuse pop
- The Hu groupe de folk-metal, (instruments traditionnels mongols, chant khöömii (chant de gorge) et guitares metal).

### En Mongolie-Intérieure
La majorité de ces musiciens chantent en langue mongole et parfois également en chinois mandarin.
- Jamyang Dolma (谭维维, tán wéiwéi) ;
- Hajinai (transcription chinoise : 阿基耐, ājīnài) ;
- Halin (transcription chinoise : 哈琳, hālín), chanteuse, de la Bannière d'Ejin, de pop folklorique, reprenant certains classiques ;
- Hanggai (mongol : ᠬᠠᠩᠭᠠᠢ, cyrillique : (Хангай/Khangai), transcription chinoise : 杭盖乐队, hánggài yuèduì), groupe de rock folklorique ;
- Hanlei (transcription chinoise : 韩磊), pop folklorique ;
- Haya (ᠬᠠᠶᠠᠭ᠎ᠠ, Хаяа, Haya乐团 ou 哈雅乐团), groupe notamment connu par sa chanteuse Daiqing Tana (代青塔娜), rock folklorique ;
- Moergen (ᠮᠡᠷᠭᠡᠨ cyrillique : мэргэн, mergen, translittération, 莫尔根, mòěrgēn), chanteuse de pop folklorique ;
- Tang Geer (ou Tengger, mongol : ᠲᠡᠨᠭᠷᠢ, cyrillique : Тэнгэр, transcription chinoise : 腾格尔, ténggéěr), chanteur de pop folklorique ;
- Tengger Cavalry, entre Pékin et les États-Unis, groupe mixte sino-mongol et américain ;
- Wulan Tuya (mongol : ᠣᠯᠠᠭᠠᠨᠲᠣᠶᠠᠭ᠎ᠠ, cyrillique : Улаантуяа, transcription chinoise :乌兰图雅, wūlán túyǎ), chanteuse de pop folklorique ;
- Phoenix Legend (凤凰传奇, avec la chanteuse mongole Líng Huā (玲花) et le rappeur han Zēng Yì (曾毅), groupe de pop folklorique.

### Hors Mongolie
- Enkhjargal Dandarvaanchig dit Epi, morin khuur et chant Khöömi; musique traditionnelle et participation à divers ensembles contemporains d'inspiration folklorique
- Oyunaa (オユンナ, Oyunna?), née sous le nom mongol : Дамдинсүрэнгийн Оюунтүлхүүр ; translit. : Damdinsûrengiin Oyuuntülkhüür), ayant percé au Japon.

## Jazz
- Arga Bileg (Арга билэг), groupe d'ethno-jazz de Mongolie utilise des instruments acoustiques traditionnels mongols et reprend quelques airs nationaux.

## Hip-hop
Le hip-hop mongol apparaît à la fin des années 1980 en Mongolie, durant une période où le régime communiste mongol s'affaiblit et où les espaces d'expression se développent,. Le groupe Har Sarnai, créé en 1991, en total décalage avec les courants musicaux alors existants, joue un rôle majeur dans le développement de cet art. Au début des années 2000, la nouvelle génération d'artistes propose des titres aux musiques aux influences variées, mais depuis, cette diversité tend à diminuer quelque peu avec une attention plus poussée portée au modèle américain,. Les rappeuses sont rares en raison de la pression sociale.
Le rap mongol est une réappropriation de l'univers musical et des codes du hip-hop américain : pratique symbolique du conflit théâtralisé, port de vêtements de sport amples, de nombreux bijoux, comportements et images provocantes, constitution de crew, etc.,,. Il intègre par ailleurs des références culturelles mongoles telles que le Khöömii (chant de gorge) et le Morin khuur, un instrument de musique traditionnel. Les rappels à l'Empire mongol et notamment à la figure de Gengis Khan, figure tutélaire et nationaliste de la société mongole actuelle, sont fréquents. Ils passent par l'emploi de costumes ou de références à la société mongole introduites dans les titres ou les textes.
Les sujets abordés y sont des plus divers même si nombre de productions ont pour sujet l'amour romantique. Les revendications politiques et les messages contestataires sont également souvent traités. Dans certains textes, faisant peut-être écho au rap américain, les femmes sont objectifiées.. Une autre thématique régulièrement abordée est celle de l'authenticité du peuple mongol. Elle est de nature nationaliste, et plonge ses racines dans la recherche, depuis la chute du régime communiste, d'une identité nationale. Elle passe par la dénonciation de la corruption du sang, le combat contre l'immigration (chinoise notamment) et le rejet des investissements étrangers. Une position plus modérée promeut le développement du peuple mongol par lui-même et la fin du rejet de la faute ailleurs.
La langue mongole est massivement employée, mais d'autres langues, surtout l'anglais parfaitement intégré au paysage linguistique local, sont aussi utilisées. La langue anglaise est un outil que les artistes usent et manipulent à des fins diverses, parfois au moyen de l'invention de termes mongols anglicisés, pour répondre aux nécessités de leurs démarches artistiques. L'emploi d'un langage grossier est perçu comme permettant de donner plus de réalité aux textes et de mieux faire comprendre l'urgence de certains messages,.
Avec le développement d'internet et des moyens technologiques à la fin des années 1990, la diffusion du rap mongol s'est accrue et certains artistes ont eu l'occasion de se produire à l'étranger,.